# Kartografia geologiczna
Kartografia geologiczna zajmuje się przedstawianiem budowy geologicznej skorupy ziemskiej w postaci map i planów geologicznych, przekrojów geologicznych oraz innych form wyników obserwacji i interpretacji zjawisk geologicznych.

Z kartografii geologicznej korzystają wszystkie dziedziny geologii ale w szczególności geologia stosowana.

Podstawową formą badań kartografii geologicznej jest zdjęcie geologiczne, czyli terenowa obserwacja naturalnych i sztucznych wychodni skał, zwietrzeliny, ukształtowania terenu oraz późniejsze badania kameralane pobranych próbek i okazów.

Największym sukcesem polskiej kartografii geologicznej jest stworzenie Szczegółowej Mapy Geologicznej Polski w skali 1:50 000. Mapa ta zawiera poza arkuszem zasadniczym również liczne przekroje geologiczne i profile stratygraficzne oraz szkice dodatkowe jak:
- mapy geologiczne odkryte
- mapy surowców mineralnych
- mapy hydrogeologiczne
- mapy geologiczno-inżynierskie

Elementy te wraz z objaśnieniami do mapy stanowią bardzo dokładne studium budowy geologicznej Polski.